# The Grand Design (album)
The Grand Design è il quinto album in studio del gruppo musicale austriaco Edenbridge, pubblicato nel 2006.

## Tracce
1. Terra Nova – 7:09
2. Flame of Passion – 5:22
3. Evermore – 3:47
4. The Most Beautiful Place – 3:09
5. See You Fading Afar – 4:46
6. On Top of the World – 5:05
7. Taken Away – 4:14
8. The Grand Design – 10:17
9. Empire of the Sun (Bonus outro) – 5:23
10. For Your Eyes Only (Bonus track) – 3:00
11. Thin Red Line (Bonus track) – 5:58
12. Images In The Sand (Bonus track) – 3:17
13. The Silent Wake (Bonus track) – 5:33

## Formazione
- Sabine Edelsbacher – voce
- Lanvall – chitarra, tastiera
- Roland Navratil – batteria
- Frank Bindig – basso